# Helipuerto de Santo Domingo
El Helipuerto de Santo Domingo está ubicado en el extremo sur-centro del Distrito Nacional en Santo Domingo, República Dominicana y tiene una superficie de 15,683 m² y cuenta con una terminal de lujo de 271 m².

## Características
En una superficie de 15,683 m² se encuentra ubicado este helipuerto que opera las 24 horas y es capaz de recibir vuelos ejecutivos, turísticos de emergencias y militares. Cuenta con un lujoso edificio de 271 m², de construcción aerodinámica y ecológica destinado a oficias administrativas, sala de descanso de pilotos, sala de reuniones vip, cocina, tres baños y una planta de tratamiento de aguas residuales. El techo de la estructura es de grama y los cristales de la misma son blindados, próximamente el helipuerto funcionará en su totalidad con Energía Solar.
Posee dos helipads con una superficie de 18 m² y un helipad con superficie de 25 m² para aeronaves de gran tamaño que pueden operar al mismo tiempo, así como cinco posiciones de estacionamiento para estadías de larga duración.
El diseño de este helipuerto estuvo a cargo del arquitecto Christiern Broberg y es considerado el helipuerto más moderno de Centroamérica y Suramérica. Su costo total a finales de 2018 fue de RD$45,000,000 (US$887,836.50)